# Смит, Графтон Эллиот
Графтон Эллиот Смит (англ. Grafton Elliot Smith) (15 августа 1871 Графтон, Новый Южный Уэльс — 1 января 1937, Бродстэарс, Кент, Великобритания) — британский анатом и египтолог.

## Биография
Изучал медицину в Сиднейском университете, затем проработал год в больнице и в 1894 году стал демонстратором в отделении анатомии Сиднейского университета, после чего ещё три года изучал медицину в Кембриджском университете. В 1899 году стал членом совета Сент-Джонз-колледжа Кембриджского университета.
В 1900 году его пригласили на работу в Каир, профессором анатомии Каирской медицинской школы. Там он работал до 1909 года, попутно изучая найденные археологами скелеты и мумии. 
В 1909 году он возглавил кафедру анатомии Манчестерского университета, а с 1919 года и до смерти возглавлял кафедру анатомии Университетского колледжа Лондона.

## Идеи
Графтон Эллиот Смит первым применил методы сравнительной анатомии для изучения останков доисторического человека.
В 1911 году он издал книгу Древние египтяне, а в 1915 году — книгу Миграции ранней культуры. Он обратил внимание на сходство ряда черт древнеегипетской культуры с культурой других народов, указывал на сложность мумификации, объяснял распространение металлообработки, строительства мегалитов и цивилизации вообще распространением (диффузией) из единого центра — Египта (гипердиффузионизм).